# Пам'ятник Іванові Франку (Київ)
Пам'ятник Іванові Франку в Києві — пам'ятник визначному українському письменнику, поету, вченому і мислителю Іванові Яковичу Франку в столиці України місті Києві.

## Загальні дані
Пам'ятник розташований у історичному Печерську в київському середмісті — у сквері на площі Івана Франка поруч з будівлею Національного академічного драматичного театру, що також носить ім'я Каменяра.
Пам'ятник Франкові в Києві було відкрито 28 серпня 1956 року на ознаменування 100-річчя з дня народження поета.

## Автори
Скульптори — О. О. Супрун та А. Ю. Білостоцький, архітектор — М. К. Іванченко.

## Опис
Київський пам'ятник Іванові Франку являє собою бронзову напівфігуру письменника, яку встановлено на постаменті з червоного граніту. 
Загальна висота пам'ятника — 4,5 метри.

## Джерело
- Франку І. Я. пам'ятник // Київ (енциклопедичний довідник) (за ред. А. В. Кудрицького). — К.: УРЕ, 1981. — С. 657.